# Do It Again (песня Steely Dan)
«Do It Again» — песня, написанная Уолтером Беккером и Дональдом Фейгеном и исполненная американской рок-группой Steely Dan, она была выпущена синглом с их дебютного альбома Can’t Buy a Thrill 1972 года. Сингл версия песни отличается от альбомной, на ней короче вступление и заключение, а также отсутствует соло партия на органе.
Выпущенная в 1972 году, песня дебютировала в чартах Billboard Hot 100 18 ноября 1972 года и добралась до 6 позиции на сингл чартах в Великобритании в 1973 году, тем самым она стала второй самой успешной песней группы в чартах.

## Структура песни
Оригинальная версия песни "Do It Again" написана в тональности Соль минор, на ней Фейген исполняет основной вокал. В вокальной мелодии песни широко используются синкопы.
В мелодии также можно услышать соло партию электрического ситара в исполнении Денни Диаса. "Пластическое орган" соло было исполнено Дональдом Фейганом на Yamaha YC-30 with a sliding pitch-bending control.

## Участники записи
- Дональд Фейген – электрическое пианино Wurlitzer, пластиковый (YC-30) комбо-орган и вокальные партии
- Денни Диас – электрический ситар
- Джефф Бакстер – гитара
- Уолтер Беккер – бас-гитара
- Джим Ходдер – ударные
- Виктор Фельдман – перкуссия

Дэвид Палмер присоединился к группе во время живых выступлений, именно он исполнил вокальную партию на песне "Do It Again" на The Midnight Special в январе 1973 года. Тем не менее Дональд Фейган исполняет вокал на альбомной версии.

## Кавер-версии
- В 1980 году, Уэйлон Дженнингс выпустил кавер-версию песни на своём альбоме Music Man.[6]
- In 1983, итальянская группа Club House выпустила "Do It Again Medley with Billie Jean," a mashup/medley of the track with Michael Jackson's "Billie Jean".[7] Песня была позже перепета американской группой Slingshot.[7]
- Австрийский певец Фалько записал кавер-версию песни для своего альбома 1988 года Wiener Blut.[8] Она была также выпущена синглом.[9]
- In 1997, Paul Hardcastle offered his version from the album Cover to Cover.[10]
- In 2017, Lydia Lunch and Cypress Grove covered the song on their album Under the Covers.[11]

## Выступление в чартах
| Чарт (1972–1973)              | Лучшая позиция |
| ----------------------------- | -------------- |
| Австралия (Kent Music Report) | 60             |
| Канада (RPM Top Singles)      | 6              |
| Германия (GfK)                | 33             |
| Italy (FIMI)                  | 29             |
| Нидерланды (Dutch Top 40)     | 15             |
| Нидерланды (Single Top 100)   | 10             |
| US Billboard Hot 100          | 6              |
| US Billboard Easy Listening   | 34             |
| US Cash Box                   | 7              |
| US Record World               | 8              |

| Чарт (1975)                     | Лучшая позиция |
| ------------------------------- | -------------- |
| Великобритания (OCC UK Singles) | 39             |

| Чарт (1973)              | Позиция |
| ------------------------ | ------- |
| Canada Top Singles (RPM) | 62      |
| US Billboard Hot 100     | 73      |